# Enrico Boselli
Pour les articles homonymes, voir Boselli.
Enrico Boselli (né le 7 janvier 1957 à Bologne) est un homme politique, ancien chef de file des Socialistes démocrates italiens, un parti social-démocrate italien, puis du Parti socialiste italien. 

## Biographie
Enrico Boselli fait partie de l'alliance électorale la Rose au poing et de la grande alliance de l'Union. Il est candidat au poste de Président du Conseil des ministres lors des élections législatives des 13 et 14 avril 2008 au nom du Parti socialiste, nouvellement créé. 
Il démissionne à la suite de l'échec de ce dernier qui n'atteint pas le 1 % et n'obtient aucun représentant au Parlement.
Il a depuis rejoint l'Alliance pour l'Italie.